# Charlotte von Frankreich

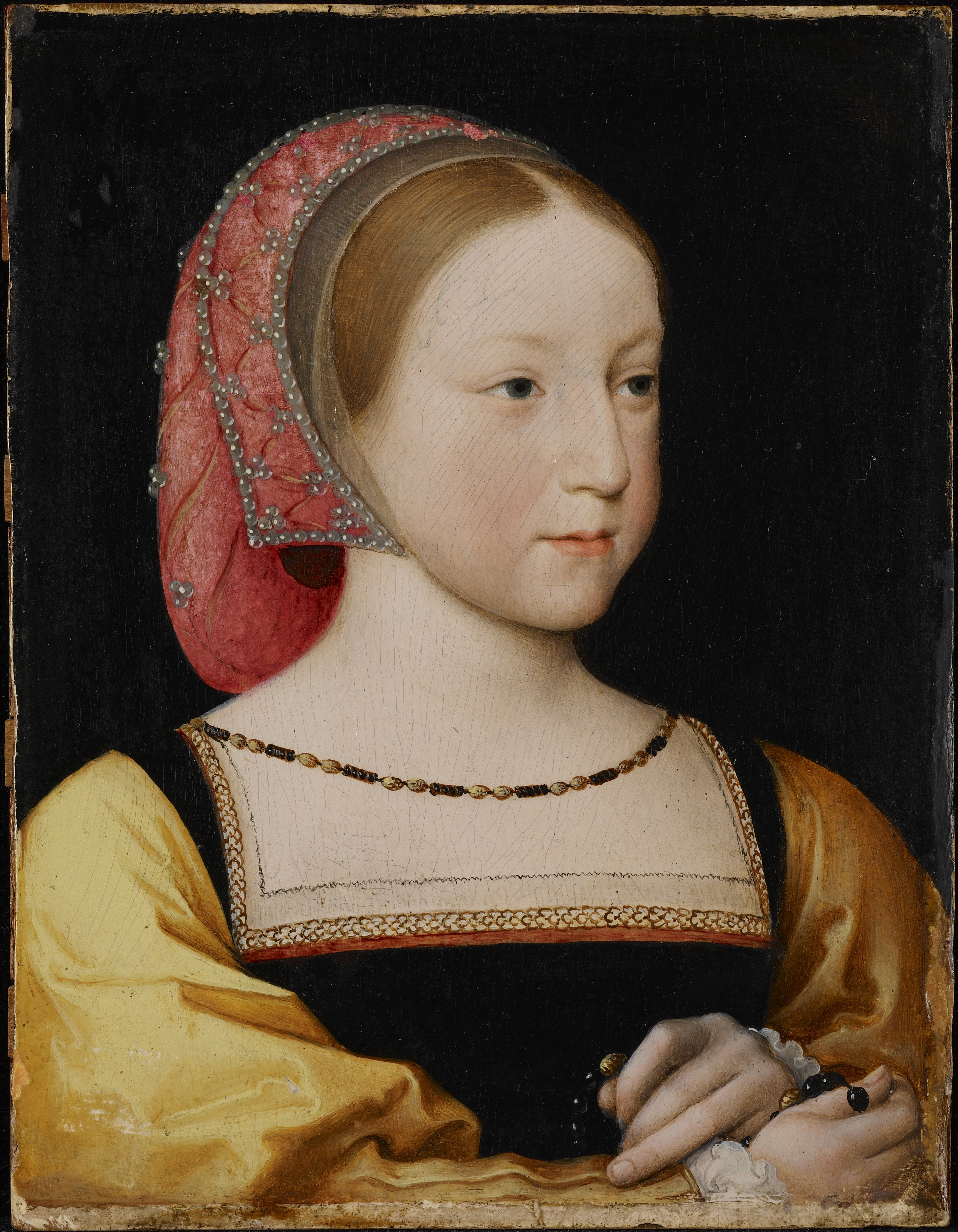
Charlotte von Frankreich, Porträt von Jean Clouet, 1524

Charlotte von Frankreich (* 23. Oktober 1516 auf Schloss Amboise; † 18. September 1524 auf Schloss Saint-Germain-en-Laye) war eine aus dem Haus Valois stammende Prinzessin von Frankreich. Sie war das zweite Kind sowie zweite Tochter des französischen Königs Franz I. und seiner ersten Frau Claudia von Frankreich und damit eine ältere Schwester des Königs Heinrich II.

## Herkunft und Familie
Charlotte kam am 23. Oktober 1516 im Schloss Schloss Amboise zur Welt. Ihre Mutter Claudia war eine Tochter des Königs Ludwig XII. von Frankreich und dessen zweiter Ehefrau Anne de Bretagne. Somit war Charlotte eine Prinzessin von Frankreich. Sie hatte grün-blaue Augen und rotes Haar, das sie als eines von sechs Kindern von ihrer Großmutter Anne de Bretagne geerbt hatte. Sie führte auf Schloss Amboise ein schönes Leben, auch der Umzug im Jahr 1519 in das Schloss Saint-Germain-en-Laye schadete ihr nicht. Die Geschwister, die nach Charlottes jüngeren Bruder François geboren wurden, kamen auf Schloss Saint-Germain-en-Laye zur Welt.

## Frühes Lebensende
Charlotte war immer empfindlich und zerbrechlich. Im Alter von sieben Jahren bekam sie die Masern; die gleiche Krankheit, an der auch schon ihr Halbonkel Charles Orland, ehemaliger Dauphin von Frankreich, 1495 im Alter von drei Jahren gestorben war. Die einzige Person, die dem kranken, zierlichen Kind half, war ihre Tante Margarete, der es das Herz brach, als das Mädchen starb.
Charlotte wurde in der Kathedrale von Saint-Denis in Saint-Denis beerdigt.
| Personendaten    | Personendaten                 |
| ---------------- | ----------------------------- |
| NAME             | Charlotte von Frankreich      |
| KURZBESCHREIBUNG | Prinzessin von Frankreich     |
| GEBURTSDATUM     | 23. Oktober 1516              |
| GEBURTSORT       | Schloss Amboise               |
| STERBEDATUM      | 18. September 1524            |
| STERBEORT        | Schloss Saint-Germain-en-Laye |